# Droga miłującego pokój wojownika
Droga miłującego pokój wojownika – pierwsza i zarazem najbardziej znana książka Dana Millmana, oparta na wątkach autobiograficznych. Powieść Way of the Peaceful Warrior, wydana w Polsce  pt. Droga miłującego pokój wojownika. jest zbeletryzowaną opowieścią o sportowej karierze Dana i jego własnym życiu w tym okresie.
Dan jest uczniem college'u, przystojniakiem i uzdolnionym sportowcem, jednak zaczynają go prześladować niepokojące wizje. Pewnej nocy, udaje się na pobliską stację benzynową gdzie poznaje Sokratesa (człowiek ten nie podał swojego imienia, jednak to przezwisko mu odpowiadało). Ten starszy człowiek szybko zostaje mentorem życiowego i duchowego wychowania Dana i prowadzi go przez drogę miłującego pokój wojownika. Jego kariera sportowa i życie zmienia się dramatycznie na skutek wypadku, jakiemu ulega, jadąc na motocyklu. Od tamtej pory Dan wkłada w autorozwój całego siebie.
Pierwsze wydanie książki miało  minimalną sprzedaż. Następne wydania stały się bestselerem, rozpoczynając tym samym karierę Dana Millmana jako prelegenta i wykładowcy w dziedzinach związanych z automotywacją i pozytywnym myśleniem.
W 2006 roku nakręcono pełnometrażowy film Siła spokoju (Peaceful Warrior), którego scenariusz powstał na podstawie wyżej wymienionej książki. Rolę Sokratesa, nauczyciela i duchowego przewodnika zagrał Nick Nolte.